# Coenosia flavimixta
Coenosia flavimixta är en tvåvingeart som beskrevs av Feng och Xue 1998. Coenosia flavimixta ingår i släktet Coenosia och familjen husflugor. Inga underarter finns listade i Catalogue of Life.